# Tandembeschleuniger

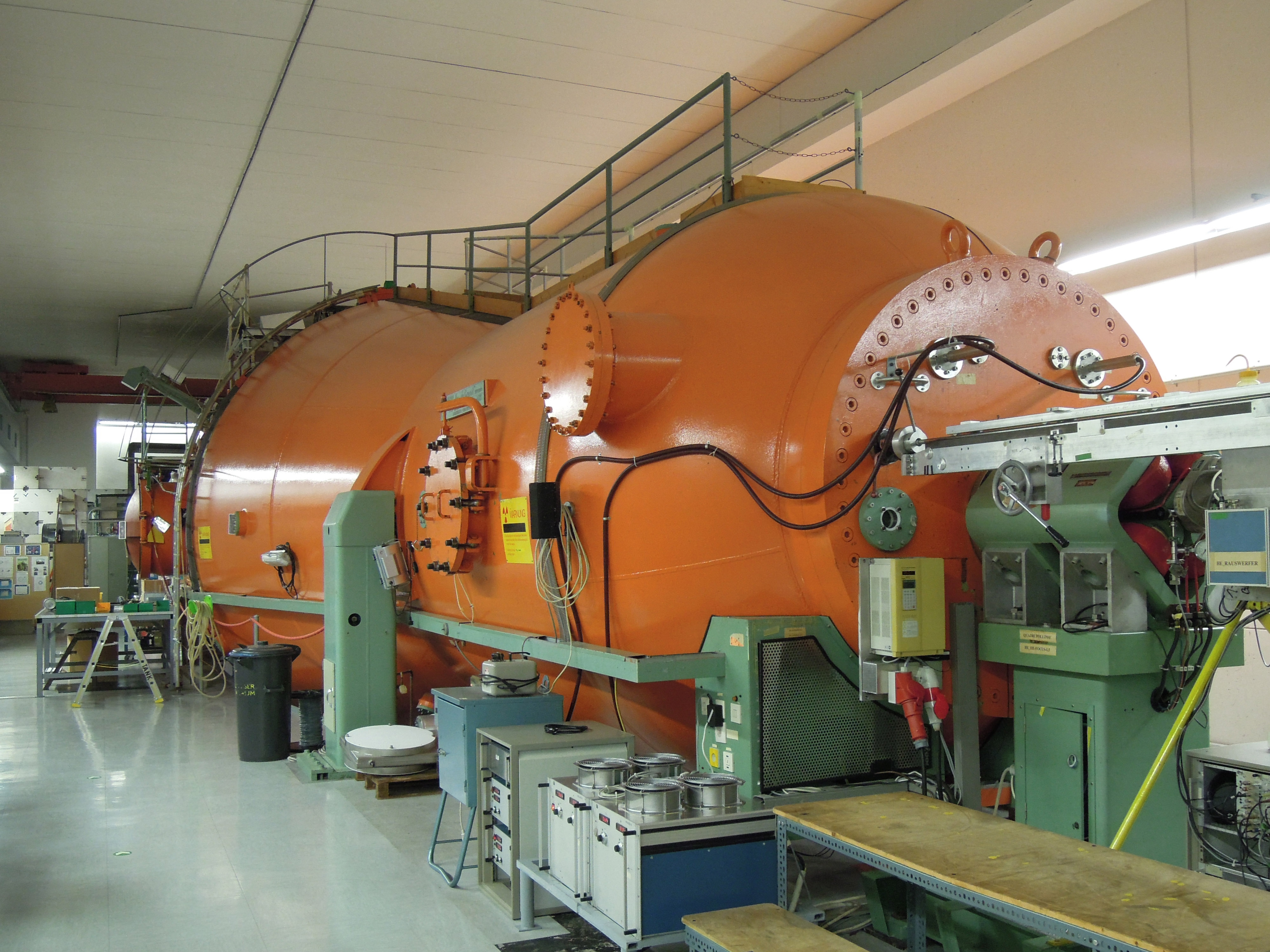
Tandembeschleuniger im Maier-Leibnitz-Laboratorium in Garching bei München

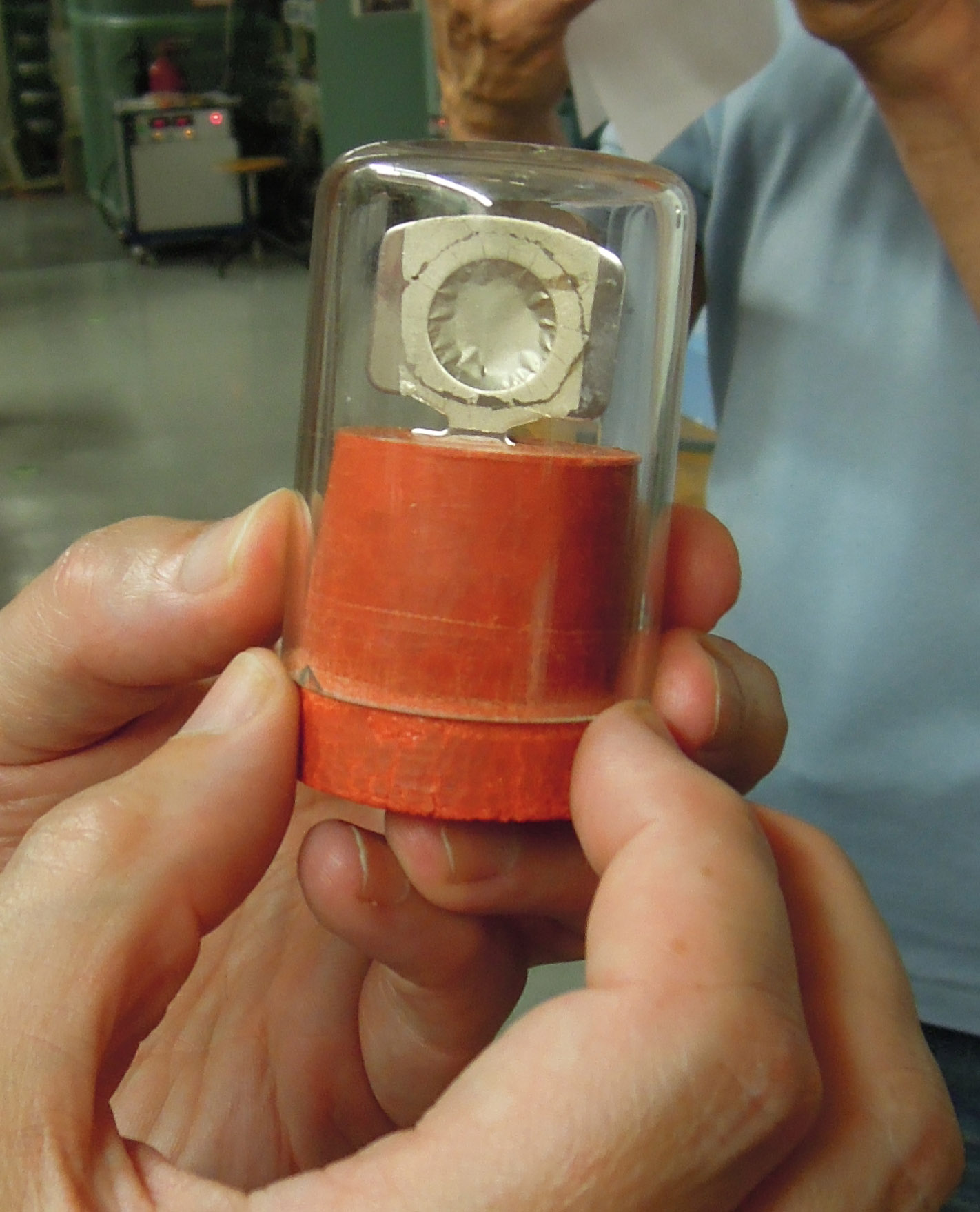
Stripperfolie

Ein Tandembeschleuniger ist ein Teilchenbeschleuniger. Er ist eine Weiterentwicklung des Van-de-Graaff-Beschleunigers, bei der die Beschleunigungsspannung zweimal genutzt wird, indem die Ionen nach der ersten Beschleunigung im Inneren der Hochspannungselektrode (Terminal) umgeladen werden.
Der Tandembeschleuniger benötigt für die erste Beschleunigungsstufe negative Ionen. Diese werden durch eine Hochspannung von einigen tausend Volt vorbeschleunigt und in die Hauptbeschleunigungsstrecke eingespeist. In der Mitte des Beschleunigers befindet sich das Terminal, das durch einen Van-de-Graaff-Generator oder ein Pelletron auf ein positives elektrisches Potential aufgeladen wird. Je nach Ausführung des Beschleunigers beträgt das Potential von 1 MV (Megavolt) bis 25 MV; auch noch höhere Spannungen werden erprobt.
Im Inneren des Terminals durchläuft der Ionenstrahl eine Kohlenstoff-Folie oder eine durch differentielles Pumpen erzeugte Gasstrecke, den stripper (engl. für, „Abstreifer“). Hier werden die Teilchen durch Abstreifen von Elektronen in positive Ionen verwandelt. Dadurch werden sie in der zweiten Beschleunigungsstrecke vom Terminal zum Austritt aus dem Beschleuniger (auf Erdpotential) weiter beschleunigt.
Ohne die Ladungsänderung würde ein Teilchen durch die zweite Beschleunigungsstufe wieder auf die Eingangsgeschwindigkeit abgebremst. Es ist daher nicht möglich, mit diesem Beschleuniger Elektronen zu beschleunigen.
Vorteile gegenüber dem einfachen Van-de-Graaff-Beschleuniger sind:
- die höhere erreichbare Ionenenergie bei gegebener Beschleunigungsspannung; die Energie ist im Vergleich zu anderen Beschleunigern bei gleicher Spannung und gleicher Ionenart doppelt so groß, bei höheren Ionisierungsstufen nach der Umladung noch größer.
- die Anordnung beider „Enden“, Ionenquelle und Target, auf Erdpotential und nicht im Hochspannungsterminal.

Einer der wichtigsten Nachteile ist die Einschränkung auf negative Ionen. Edelgase können somit nicht oder nur schwierig (Helium) beschleunigt werden, da sie keine negativen Ionen bilden und auch nicht als chemische Verbindung aus der Ionenquelle extrahiert werden können. Daher wird in diesem Fall häufig ein Ladungsaustauschkanal mit Alkalimetalldampf der Ionenquelle nachgeschaltet.